# Periodo umido africano

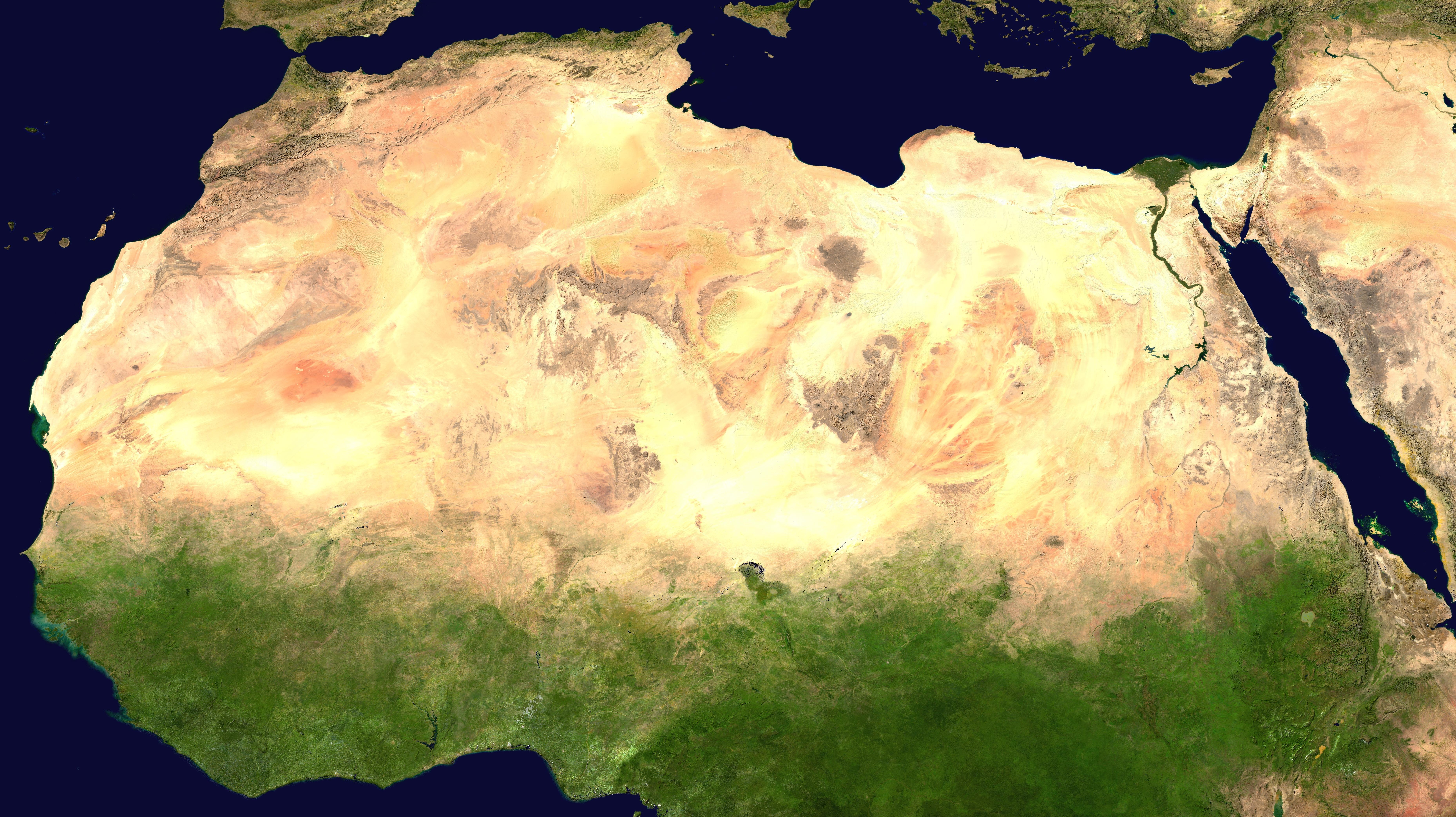
Durante il periodo umido africano, il Sahara non era desertico come oggi, ma ricoperto di erba, alberi e laghi.

Con l'espressione periodo umido africano, compreso all'incirca tra 14 600 e 5 500 anni fa, ci si riferisce al più recente periodo climatico in cui l'Africa settentrionale era più umida rispetto a oggi. La sostituzione di gran parte del territorio desertico del Sahara con graminacee, alberi e laghi (il cosiddetto Sahara verde) fu causata da variazioni dell'orbita terrestre attorno al Sole; il cambiamento della vegetazione e della copertura sabbiosa del Sahara rafforzò il monsone africano e contribuì all'aumento dei gas serra, determinando una contrazione del deserto sahariano.

## Aspetti cronologici
Il periodo umido africano si colloca tra il Pleistocene superiore e la prima parte dell'Olocene, ed è stato caratterizzato da un aumento delle precipitazioni nell'Africa settentrionale e occidentale, associato a uno spostamento verso nord della cintura tropicale delle piogge.
È considerato una fluttuazione climatica significativa all'interno dell'Olocene, periodo generalmente stabile dal punto di vista climatico. Rientra nell'optimum climatico olocenico, caratterizzato da estati più calde rispetto a quelle attuali nell'emisfero boreale. Questo optimum è stato registrato anche nella penisola arabica, nei Caraibi e nell'area del Mediterraneo. Il periodo umido africano è talvolta suddiviso in due fasi: la prima, più intensa e piovosa, si protrasse fino a circa 8 000 anni fa; la seconda, più moderata, ebbe inizio successivamente.
Questo evento climatico non fu isolato: esistono infatti evidenze di circa 230 periodi umidi precedenti in cui il Sahara era verde e più umido, risalenti fino alla formazione del deserto stesso, avvenuta circa 7-8 milioni di anni fa. Tra questi si segnalano, ad esempio, i periodi corrispondenti agli stadi isotopici marini 5a e 5c. Tali episodi umidi sono in genere associati a fasi interglaciali, mentre i periodi glaciali corrispondono solitamente a condizioni aride. L'interstadiale Bølling-Allerød risulta sincrono con l'inizio del periodo umido africano, così come l'aumento dell'umidità nella penisola arabica; successivamente, il periodo umido coincide cronologicamente con il periodo Atlantico della sequenza di Blytt-Sernander.
I periodi umidi precedenti sembrano essere stati, in alcuni casi, più intensi rispetto a quello dell'Olocene; in particolare, il periodo umido dell'Eemiano – particolarmente marcato – fu quello che consentì ai primi esseri umani di attraversare l'Africa settentrionale e la penisola arabica. A esso, insieme ad altri periodi umidi, si associa l'espansione della cultura ateriana.

### Situazione prima del periodo umido africano

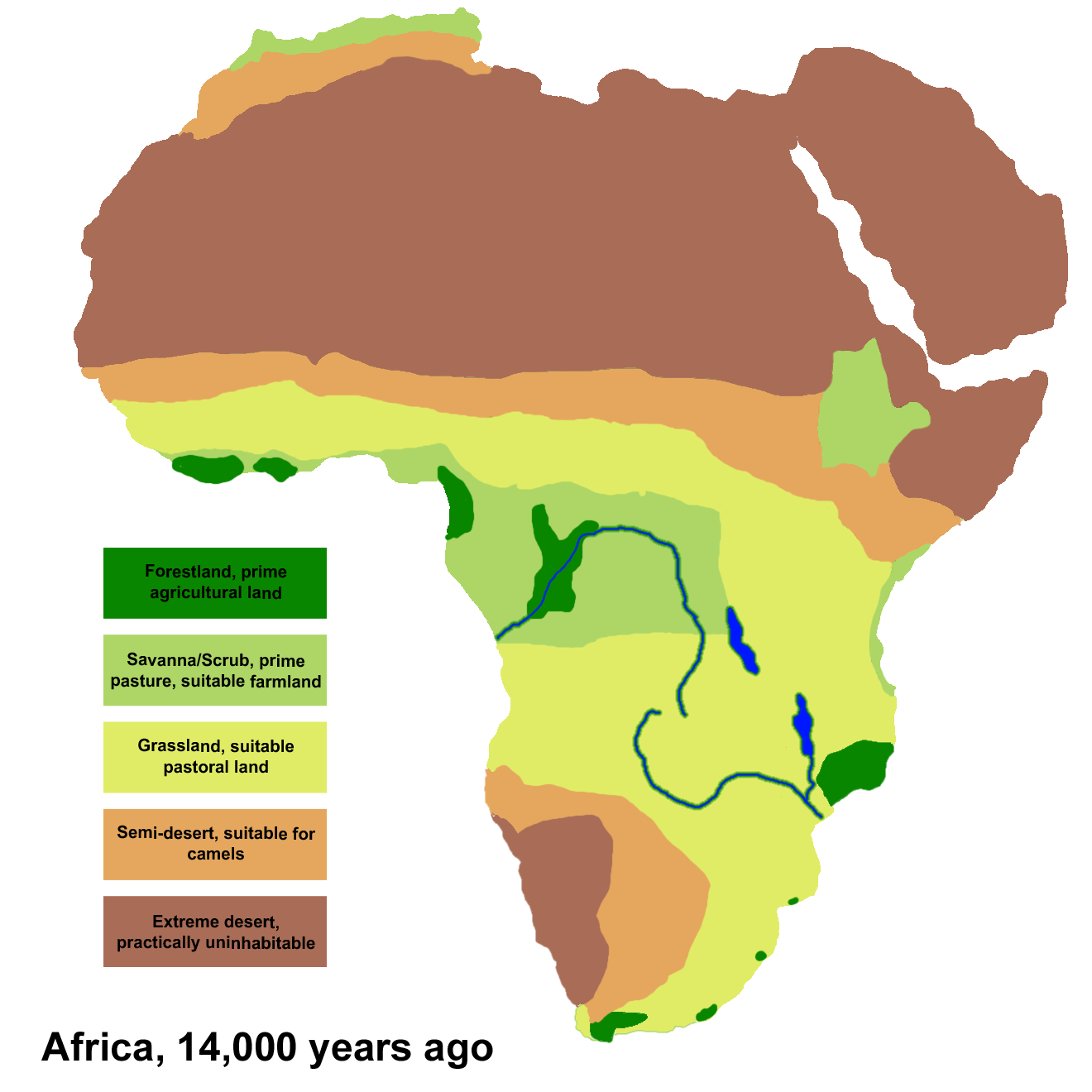
La distribuzione della vegetazione in Africa durante l'ultimo massimo glaciale.

Durante l'ultimo massimo glaciale, cioè prima dell'ultimo periodo umido africano, il Sahara e il Sahel erano diventati estremamente aridi, con un livello di precipitazioni inferiore a quello attuale, come evidenziato dall'estensione delle dune e dai livelli dell'acqua nei bacini endoreici.
Il Sahara aveva un'estensione più vasta rispetto a quella odierna, spingendosi fino a 500-800 km più a sud, pari a circa 5° di latitudine. Le dune si avvicinavano all'equatore, e si erano formate anche in Arabia, Israele e sul fondale marino esposto del Golfo Persico, dove si registrava un incremento della sedimentazione sabbiosa. Le foreste pluviali si erano ritirate, lasciando spazio a zone afromontane; la savana, le temperature, le precipitazioni e l'umidità risultavano fortemente ridotte.
L'attività umana nel Sahara e in Arabia è scarsamente documentata, e le fonti non sono sempre concordi, riflettendo le difficoltà derivanti dalla natura arida del periodo. L'aridità dell'ultimo massimo glaciale sembra essere stata causata dal clima più freddo e dall'espansione delle calotte polari, che restrinsero la cintura monsonica verso l'equatore e indebolirono il monsone dell'Africa occidentale. Anche il ciclo dell'acqua, la circolazione di Walker e la cella di Hadley si trovavano in una fase di debolezza. Le fasi di estrema aridità sono collegate agli eventi di Heinrich, che si verificano quando un gran numero di iceberg si riversa nell'Atlantico settentrionale; la formazione di grandi quantità di iceberg tra 21 000 e 11 500 anni fa coincise con gravi siccità nelle regioni subtropicali.
Prima dell'inizio del periodo umido, si ritiene che i laghi Vittoria, Alberto, Edoardo, Turkana e le paludi del Sudd si fossero prosciugati. Il Nilo Bianco era divenuto un fiume stagionale, il cui corso, come quello del Nilo principale, era sbarrato dalle dune. Il delta del Nilo era parzialmente disseccato, con pianure sabbiose che si estendevano tra canali effimeri e il fondale marino prosciugato, e costituiva la principale fonte di sabbia per la formazione dell'erg, il deserto di dune, più a est. Altri laghi africani, come il lago Ciad e il lago Tanganica, subirono una drastica contrazione in questo periodo, anche se alcuni bacini lacustri rimasero relativamente stabili in aree dove le temperature più fredde avevano ridotto l'evaporazione. I fiumi Niger e Senegal si erano fortemente ridotti.

### Primi incrementi del livello di umidità
Non è chiaro se alcune aree del deserto, come la zona collinare di Itbay lungo le sponde egiziane del Mar Rosso, siano state raggiunte dai venti occidentali o da fenomeni meteorologici legati alla corrente a getto subtropicale, ricevendo quindi una maggiore quantità di precipitazioni. Questo risulta accertato solo per il Maghreb, nell'Africa nordoccidentale, sebbene anche l'andamento dei corsi fluviali, la formazione di terrazzi fluviali, lo sviluppo di laghi nei massicci montuosi del Tibesti e del Jebel Marra, e il flusso residuale del Nilo possano essere spiegati attraverso dinamiche simili. Gli altopiani dell'Africa, in ogni caso, sembrano essere stati meno colpiti dalla siccità durante l'ultimo massimo glaciale.
La fine del periodo arido glaciale si colloca tra 17 000 e 11 000 anni fa, con un inizio anticipato nei monti del Sahara, dove potrebbe essere cominciato già 18 500 anni fa. Inizi precoci sono plausibili anche nell'Africa centrale e meridionale, rispettivamente intorno a 17 500 e 17 000 anni fa, in connessione con il riscaldamento dell'Antartide, mentre il lago Malawi sembra aver mantenuto un basso livello delle acque fino a circa 10 000 anni fa.
Livelli più alti delle acque lacustri si registrarono nelle aree montuose del Jebel Marra e del Tibesti tra 15 000 e 14 000 anni fa, mentre lo stadio più recente della glaciazione nei monti dell'Alto Atlante coincise con l'inizio del periodo umido africano. Circa 14 500 anni fa cominciarono ad apparire i primi laghi nelle zone aride.

### Inizio
Il periodo umido africano ebbe inizio tra 15 000 e 14 500 anni fa. In passato si riteneva che fosse iniziato intorno a 9 000 anni fa, ma che fosse stato interrotto dal Dryas recente; tuttavia, questa interpretazione è oggetto di dibattito. Alcune curve del livello lacustre indicano infatti incrementi graduali, con fasi di salita attorno a 15 000 ± 500 e tra 11 500 e 10 800 anni fa, ovvero prima e dopo il Dryas recente.
L'inizio del periodo umido sembra essersi verificato quasi simultaneamente in tutta l'Africa settentrionale (anche se non è chiaro se ciò valga per il Sahara orientale) e in quella tropicale, con effetti che si estesero fino all'isola di Santo Antão, a Capo Verde. Nella penisola arabica, invece, le condizioni umide impiegarono quasi due millenni per avanzare verso nord, con una progressione graduale attestata anche da dati tefrocronologici.
Il lago Vittoria riapparve ed esondò, seguito anche dal lago Alberto, che riversò le sue acque nel Nilo Bianco tra 15 000 e 14 500 anni fa, mentre il lago Tana esondò nel Nilo Azzurro. Il Nilo Bianco allagò ampie porzioni della sua vallata, ricongiungendosi con il corso principale del fiume. In precedenza si pensava che tali eventi si fossero verificati 7 000 o 13 000 anni fa, ma studi più recenti collocano il ricongiungimento del Nilo tra 15 000 e 14 500 anni fa.
Nel periodo in cui il Nilo aveva un corso irregolare, in Egitto si verificarono estese alluvioni, le più ampie nella storia del fiume, con deposizione di sedimenti alluvionali nelle pianure adiacenti e con un probabile impatto sulle popolazioni che vivevano lungo le rive. Già in epoche precedenti, tra 17 000 e 16 800 anni fa, in Etiopia le acque di fusione dei ghiacciai – in fase di ritiro – avevano iniziato ad aumentare il flusso idrico e sedimentario del Nilo. Nel Rift dell'Africa orientale, il livello dell'acqua nei laghi cominciò a salire intorno a 15 500/15 000 o, secondo altre fonti, 12 000 anni fa. Il lago Kivu iniziò a esondare nel lago Tanganica attorno a 10 500 anni fa.
Nello stesso tempo in cui prendeva avvio il periodo umido africano, il clima glaciale in Europa, associato all'evento di Heinrich 1, stava terminando, con cambiamenti climatici che si estendevano fino all'Australasia. Il riscaldamento e il ritiro del ghiaccio marino attorno all'Antartide coincisero con l'inizio del periodo umido africano, anche se l'inversione fredda antartica si colloca proprio in questo stesso arco temporale.

## Cause
Il periodo umido africano fu causato da un'intensificazione del monsone dell'Africa occidentale, innescata da variazioni dell'insolazione e dell'albedo, che portarono a un'accresciuta importazione di umidità dall'Oceano Atlantico equatoriale e dal Mar Mediterraneo verso l'Africa mediterranea.
A questo si aggiunsero complesse interazioni con la circolazione atmosferica extratropicale e tra le masse d'aria umida provenienti dall'Atlantico e dall'Oceano Indiano, nonché un'intensificata sovrapposizione tra le aree interessate dal monsone e quelle raggiunte dai cicloni extratropicali.
I modelli climatici indicano che la transizione tra un Sahara arido e uno verde (e viceversa) segue una dinamica di tipo soglia, per superare la quale è necessario raggiungere un determinato livello di insolazione; allo stesso modo, una graduale diminuzione dell'insolazione può determinare un rapido ritorno alle condizioni aride preesistenti.
Tale comportamento dipende da vari processi di retroazione (feedback) che si attivano, e i modelli climatici ammettono spesso la coesistenza di più stati climatici stabili, ciascuno associato a una specifica configurazione vegetazionale. Le variazioni della temperatura superficiale marina e della concentrazione di gas serra risultano in sincronia con l'inizio del periodo umido in tutta l'Africa.

### Cambiamenti orbitali

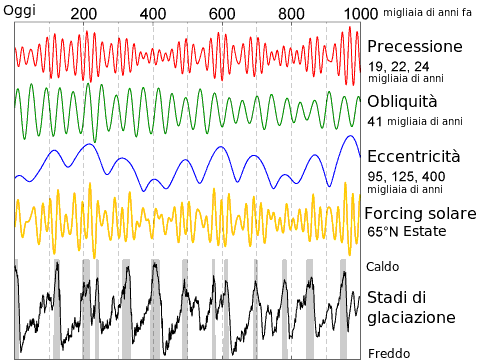
I cicli di Milanković nell'ultimo milione di anni.

Il periodo umido africano viene attribuito a un aumento dell'insolazione estiva nell'emisfero boreale. A causa della precessione, varia la stagione in cui la Terra si trova al perielio, ossia nel punto della sua orbita più vicino al Sole; il massimo dell'insolazione estiva si verifica quando ciò avviene durante l'estate boreale. Tra 11 000 e 10 000 anni fa, la Terra si trovava al perielio proprio in coincidenza con il solstizio d'estate dell'emisfero nord, provocando un incremento dell'irraggiamento solare di circa l'8%. Questo aumento rese il monsone africano più intenso e ne spinse l'influenza fino a latitudini più settentrionali. Anche l'inclinazione assiale diminuì nel corso dell'Olocene, ma il suo impatto sul clima si manifestò principalmente alle alte latitudini, e non è chiaro se abbia influenzato direttamente il monsone africano.
Durante l'estate, il riscaldamento solare è maggiore sulla terraferma del Nordafrica rispetto all'oceano, generando un'area di bassa pressione che attira aria umida e precipitazioni dall'Oceano Atlantico. Questo meccanismo fu rafforzato dall'aumento dell'insolazione estiva, producendo un monsone più vigoroso, in grado di estendersi verso nord. L'intensità di questa circolazione atmosferica e le precipitazioni associate variano in funzione dell'insolazione estiva, con effetti che si estendono fino alle regioni subtropicali.
L'inclinazione assiale e la precessione rappresentano due delle principali componenti dei cicli di Milanković; esse sono responsabili non solo dell'inizio e della fine delle ere glaciali, ma anche delle variazioni nell'intensità dei monsoni.

### Effetti collegati alla variazione dell'albedo
Secondo i modelli climatici, i cambiamenti orbitali da soli non sono sufficienti a far aumentare il livello delle precipitazioni sull'Africa settentrionale a un punto tale da consentire la formazione di grandi laghi nel deserto, come il Lago MegaCiad (la versione espansa dell'attuale Lago Ciad), che raggiunse un'estensione di circa 330000 chilometri quadrati, paragonabile a quella odierna del Mar Caspio. Né i cambiamenti orbitali, da soli, riescono a spiegare l'espansione verso nord della vegetazione, a meno che non vengano considerati anche i cambiamenti nella superficie terrestre e oceanica.
Un ruolo determinante è svolto dalla diminuzione dell'albedo, provocata dall'aumento della copertura vegetale, che contribuisce in modo significativo all'aumento delle precipitazioni. Un incremento delle piogge stimola la crescita della vegetazione, la quale assorbe più radiazione solare, riducendo la quantità di energia riflessa e lasciando più energia disponibile per il rafforzamento del monsone. Inoltre, l'accresciuta evapotraspirazione della vegetazione aumenta il contenuto di umidità nell'atmosfera, sebbene questo effetto sia meno marcato rispetto a quello derivante dalla riduzione dell'albedo. Anche il flusso di calore nel suolo e i tassi di evaporazione risultano influenzati dalla presenza vegetale.
Oltre alla quantità complessiva di precipitazioni, cambia anche la loro stagionalità: per valutare correttamente l'impatto dei cambiamenti climatici sulla vegetazione, occorre considerare anche la durata della stagione secca, nonché l'effetto fertilizzante legato all'aumento della concentrazione atmosferica di anidride carbonica.

#### Altre cause di variazione dell'albedo
I cambiamenti nelle proprietà del suolo influiscono sensibilmente sul regime monsonico: ad esempio, la sostituzione del suolo desertico con terreni limosi comporta un aumento delle precipitazioni, mentre suoli umidi o ricchi di materia organica riflettono meno la luce solare, accelerando così il processo di umidificazione. Anche la variazione dell'umidità del suolo e delle caratteristiche fisiche della sabbia desertica incide sull'albedo.
Nei modelli climatici, la presenza di laghi o zone umide ha dimostrato di influenzare direttamente i livello di precipitazione. Inoltre, la ridotta produzione di polvere atmosferica, derivante da un Sahara più umido, modifica il clima, riducendo la quantità di luce assorbita dalle particelle sospese e alterando le proprietà delle nubi: queste ultime, meno riflettenti, diventano più efficienti nell'indurre la formazione di piogge.
Nei modelli climatici, una riduzione della polvere troposferica, insieme a variazioni nella copertura vegetativa, è spesso (anche se non sempre) in grado di spiegare l'espansione verso nord del monsone. Tuttavia, non vi è consenso unanime sull'effettivo ruolo della polvere nella modulazione delle precipitazioni nel Sahel.

### Cambiamenti nella zona di convergenza intertropicale
Il riscaldamento del clima extratropicale durante le estati sembra aver spinto verso nord la zona di convergenza intertropicale, con un conseguente aumento delle precipitazioni nelle regioni subsahariane.
La temperatura della superficie del mare al largo del Nordafrica era aumentata in seguito ai cambiamenti dell'orbita terrestre e anche a causa dell'indebolimento degli alisei; ciò contribuì allo spostamento verso nord della zona di convergenza e determinò un incremento del gradiente di umidità tra la terraferma e l'oceano. A questo cambiamento contribuì anche il gradiente termico tra l'Oceano Atlantico, più freddo in primavera, e la massa continentale africana, nonché la differenza tra le temperature più elevate a nord del 10° parallelo e quelle più basse a sud.
Le fluttuazioni della zona di convergenza intertropicale ebbero invece un impatto limitato sulla variazione delle precipitazioni nell'Africa orientale, e non è certa la loro influenza sulle condizioni climatiche della penisola arabica.

### Variazione delle precipitazioni nell'Africa orientale
Nell'Africa orientale, il periodo umido sembra essere stato collegato a meccanismi differenti, tra cui:
- una diminuzione della stagionalità delle precipitazioni,[110] legata a un aumento delle piogge durante la stagione secca;[111]
- un incremento delle precipitazioni annuali complessive o una riduzione della durata della stagione secca;[112]
- un aumento dell'afflusso di umidità sia dall'Oceano Atlantico che dall'Oceano Indiano. L'afflusso umido atlantico fu in parte innescato dal rafforzamento del monsone indiano e di quello dell'Africa occidentale, il che potrebbe spiegare l'estensione del periodo umido fino all'emisfero australe.[106][113]

Non è del tutto chiaro quale sia stato l'effetto degli alisei: da un lato, l'aumentato trasporto di umidità da parte dei venti orientali potrebbe aver favorito lo sviluppo del periodo umido; dall'altro, un rafforzamento del monsone indiano potrebbe aver deviato i venti orientali lontano dall'Africa orientale.
Sopra il bacino del Congo esiste una zona di interazione tra i venti umidi provenienti dall'Oceano Indiano e quelli provenienti dall'Atlantico, nota come Congo Air Boundary. È possibile che, durante il periodo umido, questa linea di convergenza si sia spostata o ampliata, oppure che sia stata spinta verso est dai venti occidentali, a causa della bassa pressione sull'Africa settentrionale, permettendo un'ulteriore penetrazione dell'umidità atlantica. Le regioni dell'Africa orientale escluse da questo afflusso atlantico non conobbero un aumento significativo delle precipitazioni durante il periodo umido, anche se in un sito della Somalia si registrò una riduzione della stagionalità delle piogge.
Queste diverse cause dell'aumento dell'umidità in Africa orientale sembrano aver avuto un ruolo preponderante soprattutto all'inizio e alla fine del periodo umido africano. Il concetto stesso di un "periodo umido africano" esteso anche a quest'area ha sollevato alcune critiche.
Anche l'aumento della concentrazione di gas serra potrebbe aver contribuito all'insorgenza del periodo umido nell'Africa tropicale sudorientale; in teoria, infatti, ci si sarebbe dovuti aspettare che i cambiamenti orbitali producessero in quella regione effetti climatici opposti a quelli osservati nell'emisfero boreale, ma le poche evidenze disponibili sul clima pregresso non sembrano confermare del tutto questa ipotesi.

### Fattori addizionali
I cambiamenti climatici alle latitudini più settentrionali possono aver contribuito all'insorgenza del periodo umido africano. Il ritiro della calotta glaciale scandinava e del ghiacciaio laurenziano in Nord America coincide con l'inizio di questo periodo; nei modelli climatici, infatti, tale ritiro è spesso necessario per simulare un periodo umido. La presenza delle calotte glaciali può anche spiegare perché il periodo umido africano non iniziò subito dopo il primo picco d'insolazione: le masse glaciali, infatti, mantenevano basse le temperature.
Anche le variazioni della temperatura superficiale dell'Oceano Atlantico influenzano il monsone africano e potrebbero aver inciso sull'avvio del periodo umido. Alisei più deboli e una maggiore insolazione favoriscono il riscaldamento delle acque oceaniche, aumentando così il gradiente di umidità tra mare e terra e, di conseguenza, le precipitazioni. Furono coinvolte anche modifiche del gradiente termico nel Nord Atlantico.
Il riscaldamento del Mar Mediterraneo incrementa le precipitazioni nel Sahel; questo meccanismo è stato identificato anche come causa dell'attuale aumento delle piogge nella stessa area, in relazione al riscaldamento globale di origine antropica. È probabile che l'aumento della temperatura superficiale del mare abbia contribuito anche all'incremento delle precipitazioni registrato nel Mediterraneo durante il periodo umido africano.
L'aumento delle precipitazioni invernali, con l'espansione delle piogge di origine mediterranea, potrebbe aver contribuito all'instaurazione del periodo umido, specialmente nell'Africa settentrionale, attorno al Mar Rosso, nei massicci del Tibesti, nell'Arabia settentrionale e, più in generale, nelle aree di maggiore altitudine, dove il monsone non arrivava. Tali precipitazioni potrebbero essersi estese ad altre parti del Sahara, causando una sovrapposizione tra le aree soggette a precipitazioni estive e quelle influenzate da piogge invernali, mentre la fascia arida che separava le zone dominate dal monsone da quelle influenzate dai venti occidentali si ridusse o scomparve.
Questi cambiamenti, legati alle precipitazioni di origine mediterranea, sembrano correlati con le variazioni dell'Oscillazione Nord Atlantica e dell'Oscillazione Artica. Inoltre, è stato proposto che il trasporto verso nord di umidità da parte di saccature atmosferiche durante la primavera e l'autunno abbia contribuito ad aumentare le precipitazioni, colmando così la loro sottostima nei modelli climatici. In uno di questi modelli, l'incremento del trasporto umido da parte delle saccature aumenta la piovosità autunnale nel Sahara, soprattutto verso la metà dell'Olocene e in condizioni climatiche già umide.
Anche l'indebolimento dell'anticiclone subtropicale africano è stato proposto, già negli anni Settanta e Ottanta, come concausa del periodo umido. Nelle regioni montane, come il campo vulcanico di Meidob, le temperature ancora fredde dopo l'ultimo massimo glaciale potrebbero aver ridotto l'evaporazione e favorito un inizio precoce del periodo umido.
Tra i fattori aggiuntivi ipotizzati vi sono anche cambiamenti del campo geomagnetico, potenzialmente collegati alla variazione dell'umidità. Un accresciuto apporto di umidità da parte dei grandi laghi, come il Lago MegaCiad, potrebbe aver localmente aumentato le precipitazioni, anche se questo effetto non sembra sufficiente a spiegare l'intero fenomeno. Un ruolo simile è stato attribuito alla presenza di vaste zone umide e laghi nel Sahara orientale, così come all'ecosistema nel suo complesso.
Anche l'aumento della concentrazione atmosferica di anidride carbonica potrebbe aver contribuito all'innesco del periodo umido, in particolare favorendone l'estensione oltre l'equatore, e alla sua ripresa dopo il Dryas recente e l'evento di Heinrich 1, attraverso l'incremento della temperatura della superficie oceanica.
In alcune regioni del Sahara, l'accresciuto apporto idrico dalle aree montane potrebbe aver sostenuto condizioni più umide. È stato inoltre ipotizzato che foreste più estese in Eurasia abbiano contribuito allo spostamento verso nord della zona di convergenza intertropicale.
Altri meccanismi proposti includono: la convezione sopra lo strato limite atmosferico, un aumento dei flussi di calore latente, la bassa pressione sull'Africa nordoccidentale che attirava umidità verso il Sahara, variazioni periodiche del ciclo undecennale dell'attività solare e complessi fenomeni legati alla dinamica dei flussi atmosferici.

## Effetti

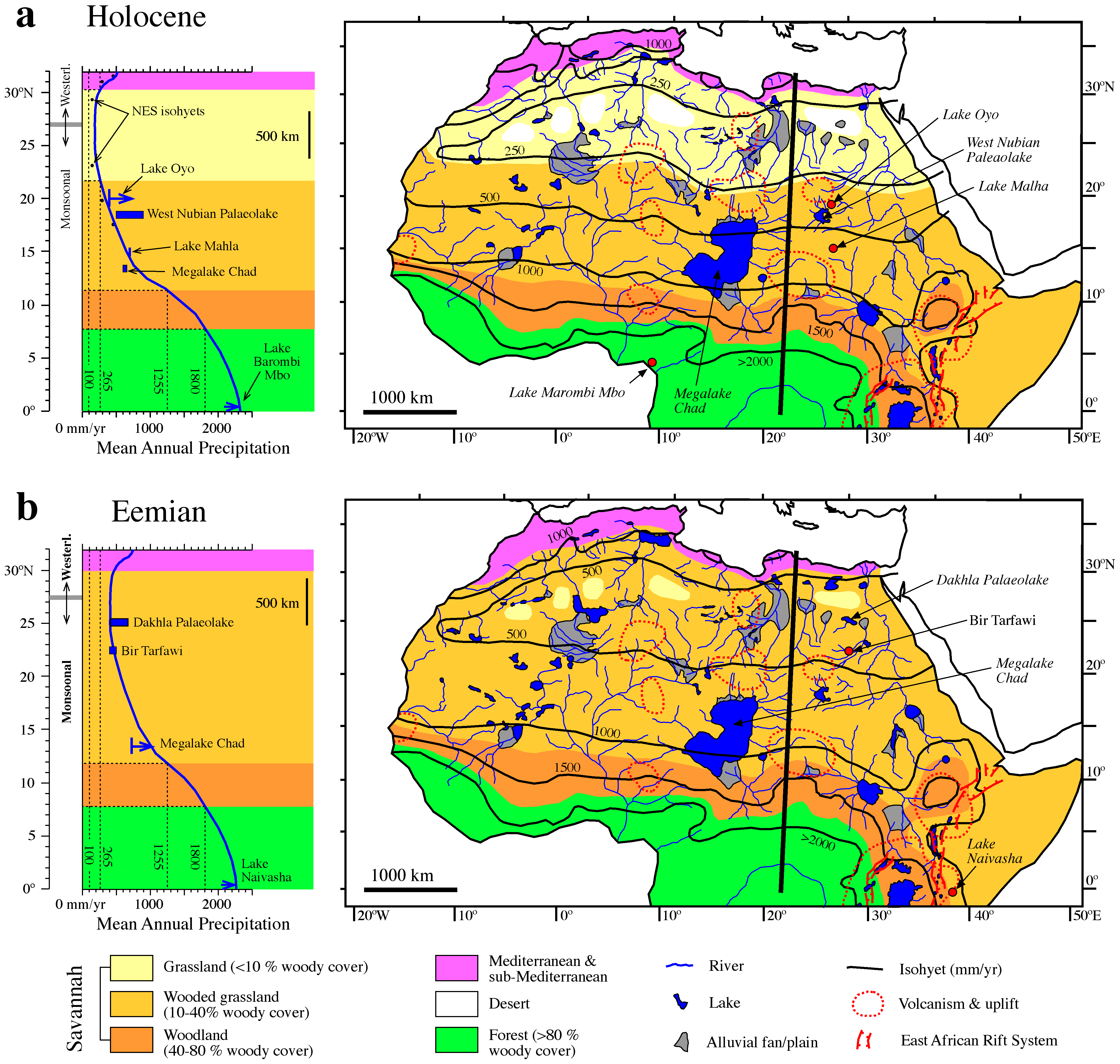
Vegetazione e corpi d'acqua nell'Olocene (in alto) e nell'Eemiano (in basso).

Il periodo umido africano estese i suoi effetti sul Sahara, sull'Africa orientale (inclusa la regione del Triangolo di Afar), sull'Africa sudorientale e su quella equatoriale. In generale, le foreste e la copertura boschiva si espansero in tutto il continente.
Un episodio umido analogo si verificò anche nelle aree tropicali delle Americhe: nei Caraibi, in particolare, è stato identificato un episodio umido nel Medio Olocene, ben correlato al periodo umido africano, preceduto e seguito da fasi aride. Episodi simili si registrarono anche in Cina, in varie regioni dell'Asia,, in India, nel Medio Oriente e nella penisola arabica, e sembrano anch'essi associati allo stesso forcing orbitale responsabile del fenomeno africano. All'inizio dell'Olocene, un'espansione del monsone raggiunse perfino il deserto del Mojave in Nord America. Al contrario, un episodio più secco è documentato in gran parte del Sud America: il livello dei laghi Titicaca e Junin, la portata del Rio delle Amazzoni e la disponibilità idrica nel deserto di Atacama risultarono sensibilmente ridotti.
La portata di numerosi fiumi africani aumentò durante il periodo umido: tra essi il Sanaga e altri corsi d'acqua del Camerun, il Niger, il Congo, il Nilo, il Rio Campo e il Rufiji. Anche il deflusso delle acque provenienti dall'Africa equatoriale, nordorientale e dal Sahara occidentale crebbe in modo significativo. L'incremento della portata fluviale comportò modificazioni nella morfologia dei sistemi idrografici e delle rispettive piane alluvionali; il fiume Senegal, ad esempio, riuscì a scavarsi un varco tra le dune sabbiose e riprese a sfociare nell'Oceano Atlantico.

### Flora e fauna del Sahara

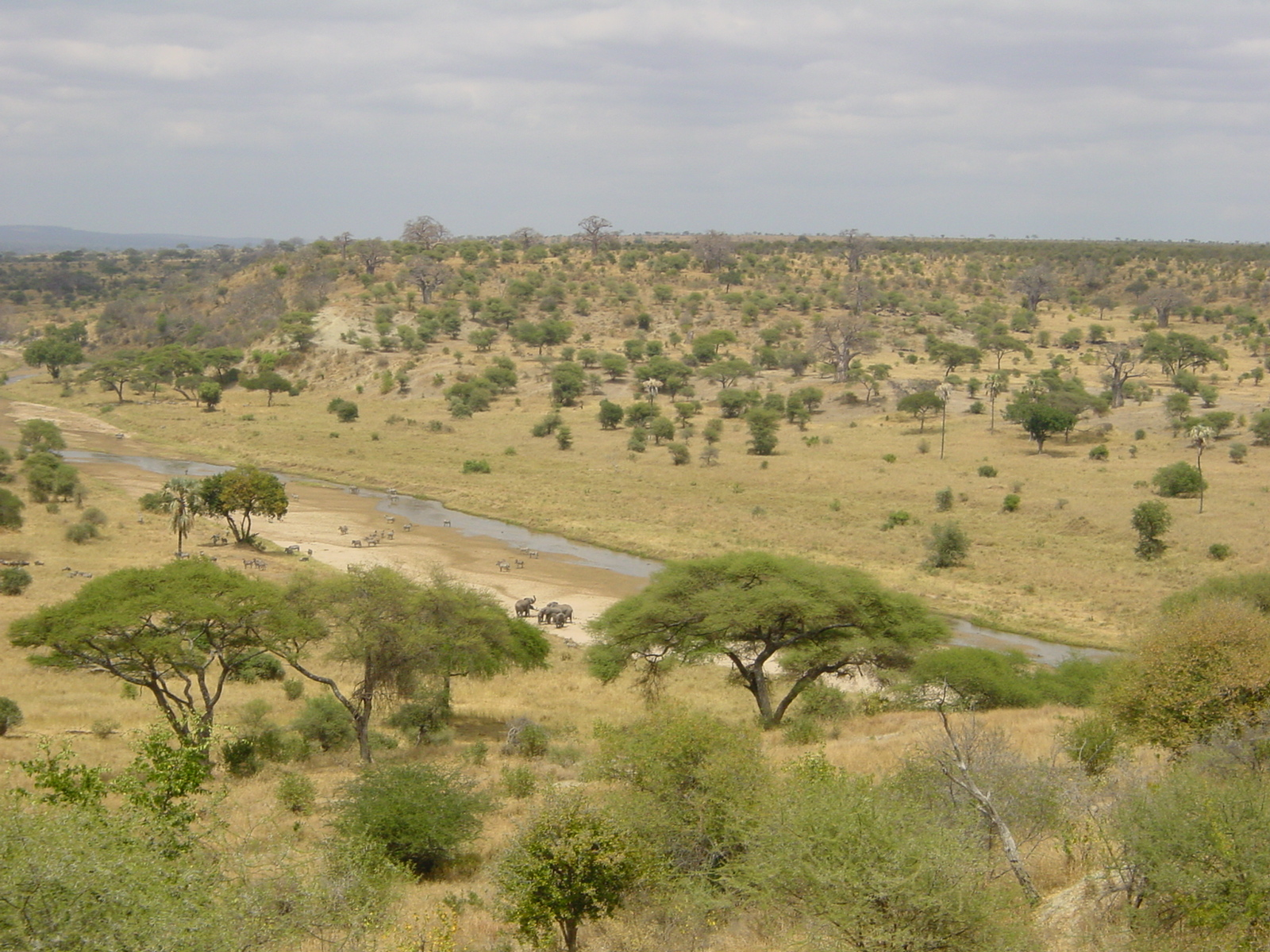
Savana nel Tarangire National Park, in Tanzania.

Durante il periodo umido africano, in tutto il Sahara, nel Sahel e fino alla zona collinare lungo il Mar Rosso, erano presenti laghi, fiumi, zone umide e una vegetazione composta da erbe e alberi, dando origine a quello che viene definito Sahara verde. Le evidenze di questo paesaggio includono dati pollinici, siti archeologici, resti faunistici (come diatomee, mammiferi, crostacei, rettili, chiocciole), valli fluviali interrate, zolle ricche di materia organica, fanghi induriti, evaporiti e travertini deposti in ambienti subacquei.
La copertura vegetale si estendeva su quasi tutto il Sahara e consisteva principalmente in ampie savane ricche di arbusti e alberi. In generale, la vegetazione si espanse verso nord, raggiungendo il 27°-30° parallelo nell'Africa occidentale; nel Sahel, il limite vegetativo si attestò attorno al 23° nord, e il Sahara era coperto da specie vegetali che oggi si trovano tra i 400 e i 600 km più a sud. Questo spostamento della vegetazione verso nord fu graduale e non uniforme, sia in termini di estensione sia nella composizione delle specie arboree coinvolte.
Le foreste e la vegetazione più densa si concentravano attorno a laghi e corsi d'acqua. Il paesaggio non era uniforme, ma somigliava piuttosto a un mosaico di vegetazione semi-desertica e umido-tropicale, piuttosto che a un semplice spostamento latitudinale delle specie; si conservavano anche comunità vegetali giallastre e brune, adattate a condizioni più aride. I dati pollinici indicano una predominanza delle graminacee rispetto agli alberi tipici delle foreste tropicali umide.
Il clima del Sahara non divenne comunque omogeneo: le sue porzioni centro-orientali risultavano probabilmente più secche rispetto ai settori occidentali e centrali, e il Mare di Sabbia libico rimase desertico, sebbene le aree propriamente desertiche si riducessero, trasformandosi in zone aride o semi-aride. Potrebbe essere sopravvissuta una cintura arida a nord del 22° parallelo, mentre il monsone africano e la vegetazione potrebbero aver raggiunto latitudini comprese tra il 28° e il 31° nord; tuttavia, le condizioni della fascia compresa tra il 21° e il 28° parallelo non sono ben conosciute. Alcune aree in ombra pluviometrica rispetto alle catene montuose potrebbero aver conservato una vegetazione tipica dei climi aridi, come suggerito dai pollini trovati nei carotaggi. La distribuzione nord-sud delle associazioni vegetali è stata ricostruita grazie all'analisi del polline e del carbone vegetale.
Anche la fauna del Sahara mostrò cambiamenti significativi nel corso del periodo umido. Tra gli animali presenti vi erano antilopi, pesci gatto, vongole, coccodrilli, elefanti, gazzelle, giraffe, alcelafi, lepri, ippopotami, molluschi, persico del Nilo, tilapie, tartarughe e numerose altre specie. In Egitto, il record faunistico include anche iena maculata, facocero, bufalo d'acqua, gnu e zebre.
Alcune specie si espansero in tutto il deserto, mentre altre rimasero limitate alle zone con acque profonde. È possibile che precedenti periodi umidi abbiano permesso la migrazione di varie specie attraverso aree oggi desertiche. Una contrazione delle praterie all'inizio del periodo umido potrebbe spiegare il collo di bottiglia nella popolazione dei ghepardi, mentre altre specie, come il piccolo topo multimammato di Hubert, si espansero durante il periodo umido.

### Presenza umana nel Sahara
Durante il periodo umido africano, le condizioni ambientali e le risorse disponibili divennero favorevoli per l'insediamento dei primi gruppi di cacciatori-raccoglitori e pescatori, seguiti più tardi da comunità pastorali. L'arrivo umano nel Sahara coincide con la fase di sviluppo dei grandi laghi; gli insediamenti potrebbero essere stati il risultato di migrazioni sia dal nord (Maghreb e Cirenaica), dove era diffusa la cultura capsiana, sia dal sud (Africa subsahariana) o da est (Valle del Nilo).
Tracce di attività umana sono state rinvenute nei monti Tadrart Acacus, dove grotte e ripari rocciosi fungevano da campi base, come nella grotta di Uan Afuda e nei siti di Uan Tabu e Takarkori. La prima occupazione documentata del riparo di Takarkori risale a un periodo compreso tra 10 000 e 9 000 anni fa, con testimonianze di continuità culturale per circa cinque millenni. A Gobero, nel deserto del Ténéré, è stato scoperto un cimitero i cui reperti hanno permesso di ricostruire lo stile di vita di questi primi abitanti del Sahara. Presso il lago Tolomeo, in Nubia, gli insediamenti erano localizzati lungo le sponde, sfruttando le risorse acquatiche, forse anche per attività ricreative.
L'economia di questi gruppi si basava fortemente sulle risorse acquatiche, come indicano i numerosi strumenti da pesca ritrovati; per questo motivo si parla talvolta di "cultura acqualitica", pur esistendo significative differenze tra le varie tradizioni culturali locali. Il rinverdimento del Sahara portò a un'espansione demografica e, in particolare, la presenza umana nel Sahara orientale sembra coincidere con l'inizio del periodo umido. Al contrario, si registra una diminuzione dell'occupazione lungo la Valle del Nilo, forse a cause dell'espansione delle zone paludose.
La caccia ai grandi animali era praticata utilizzando armi, i cui resti sono stati rinvenuti in diversi siti archeologici; inoltre, venivano raccolti cereali selvatici come brachiaria, sorgo e urochloa, che rappresentavano una fonte alimentare supplementare. In particolare nella parte orientale del Sahara, il bestiame – insieme a capre e pecore – fu progressivamente addomesticato. La zootecnia iniziò a svilupparsi attorno a 7 000 anni fa e, insieme a nuove pratiche culturali, contribuì a un'importante crescita demografica. L'allevamento si diffuse poi verso sud-ovest a partire da 8 000 anni fa.
Sono state trovate anche prove della pratica lattiero-casearia, e la frequente rappresentazione di bovini nelle pitture rupestri suggerisce l'importanza dell'allevamento. La canoa di Dufuna, uno dei più antichi reperti di imbarcazioni noti, risale al periodo umido olocenico e testimonia la navigazione dei corsi d'acqua da parte dell'uomo.
Nel Tadrart Acacus sono stati identificati diversi orizzonti culturali, tra cui l'Acacus iniziale e finale, e una sequenza "pastorale" articolata in fasi iniziale, media e finale. In Niger, la cultura Kiffiana è stata associata all'avvento del periodo umido. Durante questa fase, fiorirono diverse civiltà, e si svilupparono agricoltura e pastorizia negli insediamenti neolitici. È possibile che la domesticazione delle piante sia stata ritardata dalla grande disponibilità di risorse naturali e che abbia avuto luogo soltanto a partire da circa 2 500 anni fa.

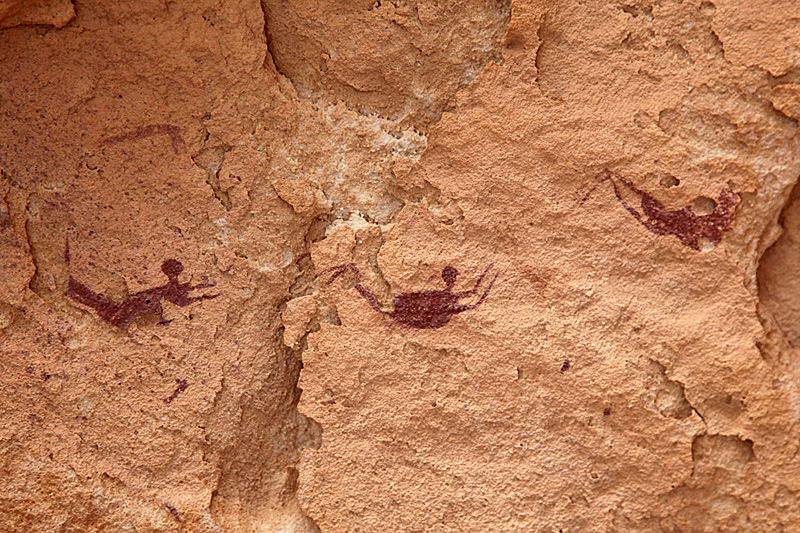
Scene di nuoto nella Caverna dei Nuotatori, nei monti del Gilf Kebir, in Egitto.

L'arte rupestre rappresenta una delle testimonianze più evidenti dell'insediamento umano: nel Sahara si trova una delle più grandi concentrazioni mondiali di pitture e incisioni preistoriche. Le scene raffigurano animali e aspetti della vita quotidiana, come il nuoto, suggerendo un clima più umido in passato. Un esempio emblematico è la Caverna dei Nuotatori nel massiccio del Gilf Kebir, in Egitto; altri siti si trovano a Gebel Uweinat, in Arabia e nel Tassili n'Ajjer, in Algeria.
In queste regioni sono stati ritrovati anche manufatti e ceramiche in aree oggi completamente inospitali. Il Nordafrica, assieme all'Asia orientale, fu tra i primi luoghi al mondo in cui si sviluppò la ceramica da fuoco, probabilmente favorita dell'aumentata disponibilità di risorse durante il periodo umido. La diffusione della ceramica si estese all'Africa occidentale intorno al X millennio a.C., con motivi a "linea ondulata" o "linea ondulata punteggiata", comuni in tutto il Nordafrica. Le popolazioni che la produssero vengono generalmente classificate come epipaleolitiche, mesolitiche o neolitiche, e mostrano una notevole capacità nella realizzazione di utensili litici anche complessi.
I dati genetici e archeologici indicano che queste popolazioni erano originarie dell'Africa subsahariana e si spostarono progressivamente verso nord con il rinverdimento del deserto. Questo processo è riflesso nella diffusione settentrionale degli aplogruppi mitocondriali L e U6. Il periodo umido facilitò anche lo spostamento di popolazioni euroasiatiche verso il continente africano. Le condizioni favorevoli alla vita umana durante questa fase hanno ispirato miti arcaici sul paradiso terrestre, come il Giardino dell'Eden biblico, i Campi Elisi o l'Età dell'Oro dell'antichità classica. In questo contesto, si colloca anche la diffusione delle lingue nilo-sahariane.

## La conclusione del periodo umido

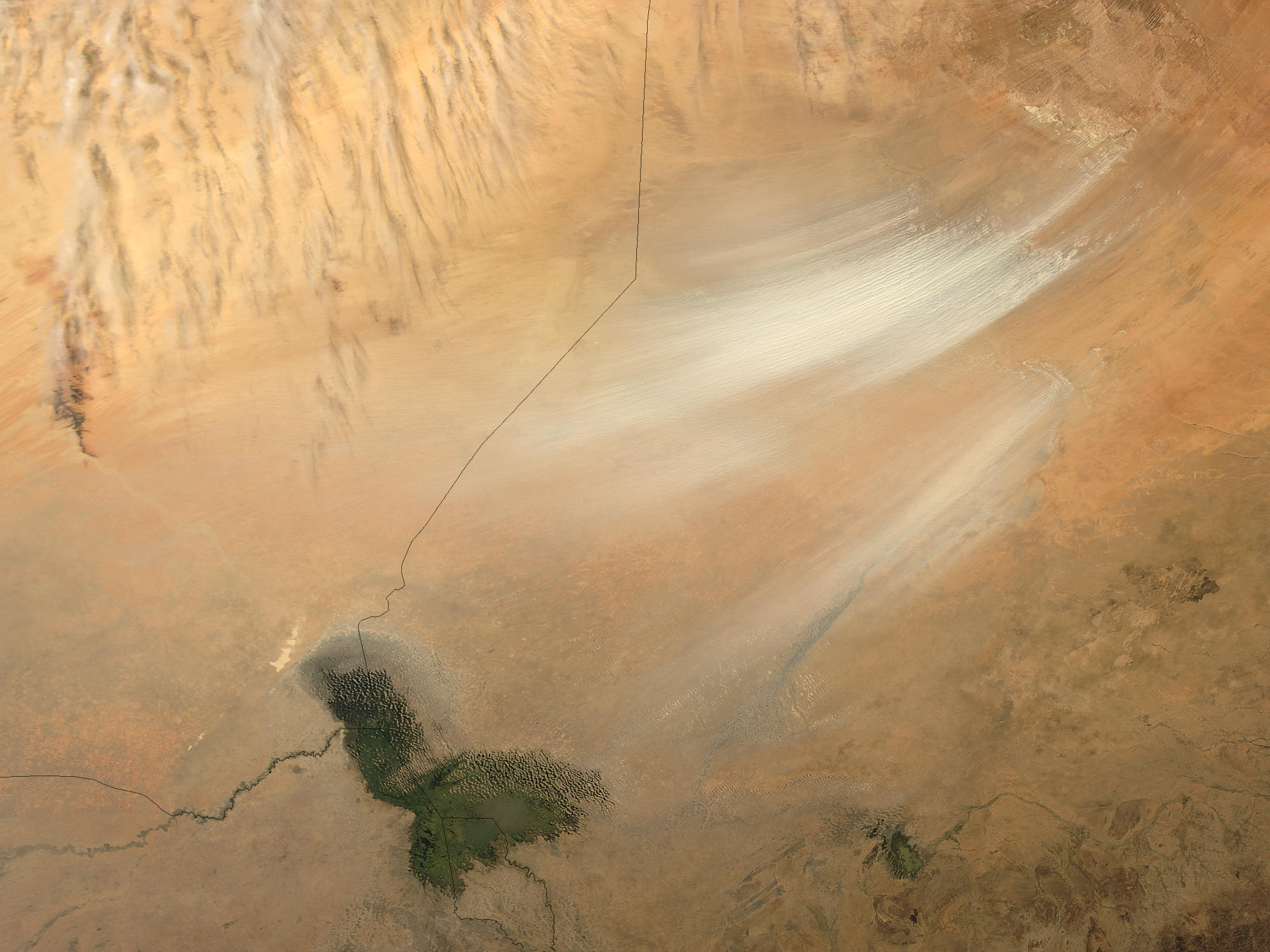
Polvere originatasi nella depressione del Bodélé in seguito alle tempeste di sabbia.

Il periodo umido si concluse tra 6 000 e 5 000 anni fa. Con il progressivo declino della copertura vegetale, le sabbie tornarono a dominare il paesaggio del Sahara, che riacquistò condizioni di aridità. Nell'Africa settentrionale aumentò l'erosione eolica, accompagnata da un'intensa mobilitazione di polveri, provenienti sia dalle aree tornate desertiche sia dai bacini lacustri ormai prosciugati, come la depressione del Bodélé, che oggi rappresenta la più importante sorgente naturale di polvere atmosferica del pianeta.
La transizione dal cosiddetto "Sahara verde" all'attuale paesaggio desertico è considerata la più significativa trasformazione ambientale dell'Olocene in Africa settentrionale; attualmente, le precipitazioni nella regione sono pressoché assenti. Con il prosciugamento laghi scomparve anche la vegetazione mesica, e le comunità sedentarie vennero sostituite da culture più mobili. La fine del periodo umido – come pure il suo inizio – può essere considerata una vera e propria crisi climatica, per l'intensità e l'estensione dei suoi effetti, con l'aridità che si propagò fino alle Isole Canarie e al sud-est dell'Iran.
Il raffreddamento noto come oscillazione di Piora, registrato nelle Alpi, coincide cronologicamente con la fine del periodo umido africano. Il periodo compreso tra 5 600 e 5 000 anni fa fu infatti contraddistinto da un raffreddamento generalizzato e da variazioni nei regimi di precipitazioni in molte aree del pianeta, comprese alterazioni della temperatura superficiale del mare su entrambe le sponde del Nord Atlantico. È possibile che tali cambiamenti abbiano interessato anche l'Australia sudorientale, l'America centrale e il Sud America, dove ebbe inizio il cosiddetto neoglaciale.
Un cambiamento climatico pan-tropicale di particolare rilevanza si verificò circa 4 000 anni fa. Questo evento fu accompagnato dal collasso di numerose civiltà antiche, da gravi siccità in Africa, Asia e Medio Oriente, e dal ritiro dei ghiacciai sui monti Kilimangiaro e Kenya.

### Cronologia
Non è chiaro se l'inaridimento del Sahara sia avvenuto contemporaneamente in tutte le regioni né se abbia richiesto secoli o millenni per completarsi, a causa di dati paleoclimatici talvolta contrastanti. Queste incertezze hanno alimentato controversie tra gli studiosi, anche per quanto riguarda l'evoluzione della vegetazione.
Negli ultimi anni si è affermata l'ipotesi secondo cui la fine del periodo umido africano avvenne in modo graduale, con un andamento da nord verso sud. Nella fascia prossima all'equatore, il periodo umido si sarebbe protratto fino a un intervallo compreso tra 4 000 e 2 500 anni fa, mentre nel Sahara occidentale e in Africa orientale la transizione verso condizioni aride si verificò in modo più rapido e marcato.
Una cessazione più tardiva, attorno a 4 000 anni fa, è stata proposta per l'Africa nordorientale, e potrebbe essere attribuita a una diversa configurazione delle masse terrestri, che influenzò il comportamento del monsone. Altre ricerche suggeriscono invece un'inversione est-ovest del fronte d'inaridimento. A nord dell'attuale fascia monsonica e nel Sahara occidentale, la transizione avvenne in un'unica fase tra 6 000 e 5 000 anni fa, mentre a sud il calo delle precipitazioni si manifestò in modo più prolungato e graduale.
I cambiamenti ambientali assunsero caratteristiche diverse in funzione delle aree geografiche: Africa centrale, occidentale e orientale registrarono risposte differenziate al progressivo declino dell'umidità. In alcune regioni, successive fluttuazioni climatiche produssero brevi ritorni a condizioni più umide, come accadde tra il 500 a.C. e il 300 d.C. in Africa settentrionale, durante il periodo romano, e lungo le rive del Mar Morto; un precedente episodio simile è documentato nel Sahel occidentale circa 2 100 anni fa.
Alcune evidenze paleoambientali suggeriscono un cambiamento climatico in due fasi distinte, corrispondenti a due diversi momenti di calo dell'insolazione. Da parte di alcuni ricercatori, l'evento climatico di 4 200 anni fa è considerato come il vero termine del periodo umido africano, specialmente in riferimento all'Africa centrale.
I carotaggi indicano spesso una transizione piuttosto netta e rapida verso condizioni aride, sebbene non manchino eccezioni. I dati pollinici, invece, suggeriscono una maggiore gradualità del cambiamento, forse a causa delle variazioni locali nella composizione vegetale. Anche fattori come la presenza di falde acquifere e le specificità della vegetazione possono influenzare le condizioni microambientali di una determinata area. I bacini alimentati da acque sotterranee, infatti, sopravvissero più a lungo rispetto a quelli dipendenti esclusivamente dalle precipitazioni.
È possibile che la fase finale del periodo umido africano sia stata preceduta da un aumento della variabilità delle precipitazioni, un fenomeno comunemente osservato prima dei grandi cambiamenti climatici improvvisi. Nel massiccio del Gilf Kebir, ad esempio, tra 6 300 e 5 200 anni fa il regime delle precipitazioni invernali si stabilizzò, segnando la conclusione del periodo umido nella regione.

## Situazione attuale
Attualmente, il monsone africano continua a influenzare il clima tra il 5° parallelo sud e il 25° nord. La maggior parte delle precipitazioni si concentra intorno al 10° parallelo nord durante l'estate boreale, anche se l'area delle piogge monsoniche più intense non coincide perfettamente con la zona di convergenza intertropicale (ITCZ). Le precipitazioni diminuiscono progressivamente spostandosi verso nord, motivo per cui le aree settentrionali sono caratterizzate da condizioni desertiche, mentre le zone meridionali, più umide, sono ricoperte di vegetazione. Nel Sahara centrale, le precipitazioni annue non superano i 50-100 mm. Più a nord, il margine del deserto corrisponde all'area dove i venti occidentali – provenienti dall'Atlantico – portano le piogge, e questi stessi venti influenzano anche la parte più meridionale del continente africano.
L'esistenza del deserto sahariano è legata alla subsidenza dell'aria sopra l'Africa settentrionale, fenomeno amplificato dal raffreddamento radiativo che avviene al di sopra del suolo desertico. Nell'Africa orientale, il monsone genera due stagioni piovose nella fascia equatoriale: le cosiddette "piogge lunghe", tra marzo e maggio, e le "piogge brevi", tra ottobre e novembre. Queste stagioni corrispondono al movimento verso nord e verso sud della zona di convergenza intertropicale.
Oltre alle precipitazioni legate all'Oceano Indiano, contribuiscono anche quelle di origine atlantica e quelle provenienti dalla regione del Congo, situata a ovest della Congo Air Boundary. L'Oceano Atlantico rappresenta inoltre la principale sorgente di umidità per le piogge monsoniche che interessano il Sahel.
La variabilità climatica è ancora oggi marcata: negli anni 1970 e 1980, il Sahel fu colpito da gravi episodi di siccità, durante i quali le precipitazioni si ridussero del 30%, e la portata dei fiumi Niger e Senegal diminuì drasticamente. In seguito si è registrata una parziale ripresa del regime delle piogge.
Nella penisola arabica, il monsone non riesce a penetrare molto oltre il Mar Arabico; alcune regioni restano influenzate prevalentemente dalle precipitazioni invernali associate ai cicloni provenienti dal Mar Mediterraneo. Anche l'Africa orientale risente in modo significativo della circolazione monsonica.

## Implicazioni collegate al riscaldamento globale

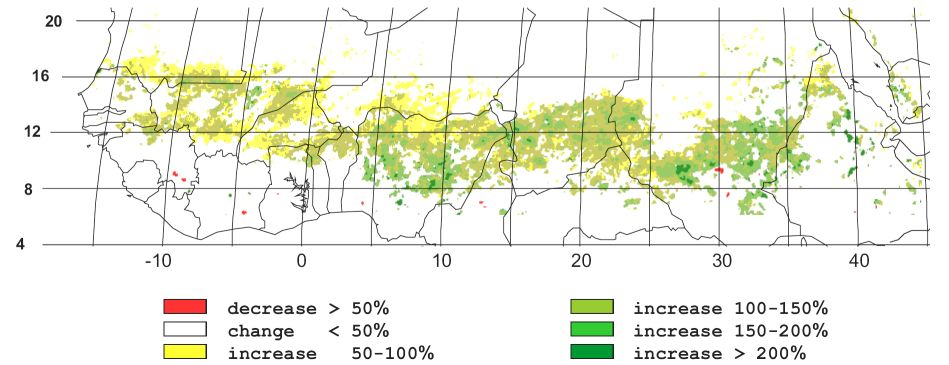
Il rinverdimento del Sahel tra il 1982 e il 1999.

Alcune simulazioni climatiche relative al riscaldamento globale e all'aumento della concentrazione atmosferica di anidride carbonicaindicano un potenziale incremento sostanziale delle precipitazioni nel Sahel e nel Sahara. Ciò potrebbe favorire una parziale espansione della vegetazione nelle attuali aree desertiche, seppur su scala inferiore rispetto a quanto osservato nel Medio Olocene. È possibile che si verifichi uno spostamento verso nord della fascia desertica, con conseguente inaridimento delle zone più settentrionali dell'Africa. Un simile incremento delle precipitazioni comporterebbe anche una riduzione della produzione di polveri sahariane, con implicazioni rilevanti sulla formazione dei cicloni tropicali nell'Atlantico e un aumento della probabilità che questi colpiscano i Caraibi, il Golfo del Messico e la costa orientale degli Stati Uniti.
Il Rapporto speciale sul riscaldamento globale di 1,5 °C e il Quinto Rapporto dell'IPCC segnalano che il riscaldamento globale potrebbe comportare un aumento delle precipitazioni in quasi tutta l'Africa orientale, in parti dell'Africa centrale e durante la stagione umida principale dell'Africa occidentale. Tuttavia, le proiezioni presentano una significativa incertezza, in particolare per quanto riguarda l'Africa occidentale. Alcune regioni occidentali e porzioni dell'Africa orientale potrebbero divenire più aride in determinati mesi o stagioni. La siccità che colpito il Sahel alla fine del XX secolo è stata messa in relazione con gli effetti del riscaldamento globale.
Attualmente, il Sahel mostra segni di rinverdimento, ma i livelli di precipitazione non sono ancora tornati a quelli registrati a metà del XX secolo. I modelli climatici non offrono risultati univoci riguardo all'impatto della componente antropogenica del riscaldamento globale sul regime delle precipitazioni nella regione Sahara/Sahel. I meccanismi alla base dei cambiamenti indotti dall'uomo risultano infatti differenti da quelli naturali che hanno originato il periodo umido africano in epoca olocenica.
Uno studio del 2003 ha evidenziato che l'espansione della vegetazione nel Sahara potrebbe avvenire nell'arco di alcuni decenni in seguito all'aumento della CO2 atmosferica, ma che tale espansione difficilmente interesserebbe più del 45% della superficie desertica. Lo stesso studio sottolinea inoltre che il rinverdimento richiederebbe l'assenza di attività di pascolo o di altre perturbazioni antropiche, che altrimenti ne ostacolerebbero il progresso.
Un'eventuale ricolonizzazione vegetale del Sahara potrebbe favorire l'espansione dell'agricoltura e della pastorizia in aree attualmente inutilizzabili. Tuttavia, un incremento delle precipitazioni comporterebbe anche rischi, come la diffusione di malattie legate all'acqua contaminata o l'aumento delle alluvioni. Inoltre, un'espansione dell'attività umana in queste aree potrebbe risultare vulnerabile a futuri ritorni dell'aridità, come dimostrato dalla siccità che seguì il breve periodo umido osservato nella regione a metà del XX secolo.